# Diecisiete de Agosto
Diecisiete de Agosto (antes conocida como Villa Durcudoy) es una localidad del sur de la provincia de Buenos Aires, Argentina, perteneciente al partido de Puan.

## Ubicación
Se encuentra a 53 km al sur de la ciudad de Puan sobre la ruta provincial 76.

## Población
Cuenta con 319 habitantes (Indec, 2010), lo que representa un descenso del 128 % frente a los 362 habitantes (Indec, 2001) del censo anterior.
| Gráfica de evolución demográfica de Diecisiete de Agosto entre 1991 y 2010 |
|                                                                            |
| Fuente: Censos nacionales del INDEC                                        |

17 de Agosto se fundó el 17 de agosto de 1904, coincidiendo con el aniversario de la muerte del General San Martín, por lo que se eligió denominarlo con esa fecha. Se la conoció también como Villa Durcudoy, Villa Santa Catalina y Villa Adela Sáenz. La estación ferroviaria se habilitó en octubre de 1906 con lo cual comenzó a desarrollarse realmente la localidad.
Se destaca por su prolijidad, siendo admirada por quienes la visitan y orgullo de sus vecinos que, en forma mancomunada, dan vida a esta localidad aportando sus ideas y trabajando a la par de sus autoridades.
Se destaca por su función específica La Cooperativa Eléctrica, brindando energía urbana y rural. En educación está representado por el jardín de infantes 906 Ana Modesta Hasrun y escuela primaria N.º 6 Remedios de Escalada de San Martín.
La Unidad Sanitaria Delia Nora Cervino, centraliza la atención en salud, disponiendo de servicio de ambulancia, odontología, obstetricia, bioquímica y asistencia social. El Club Social y Deportivo, fundado el 21 de mayo de 1922, es la entidad más representativa, en su sede desarrolla actividades culturales la biblioteca popular Perito Moreno.

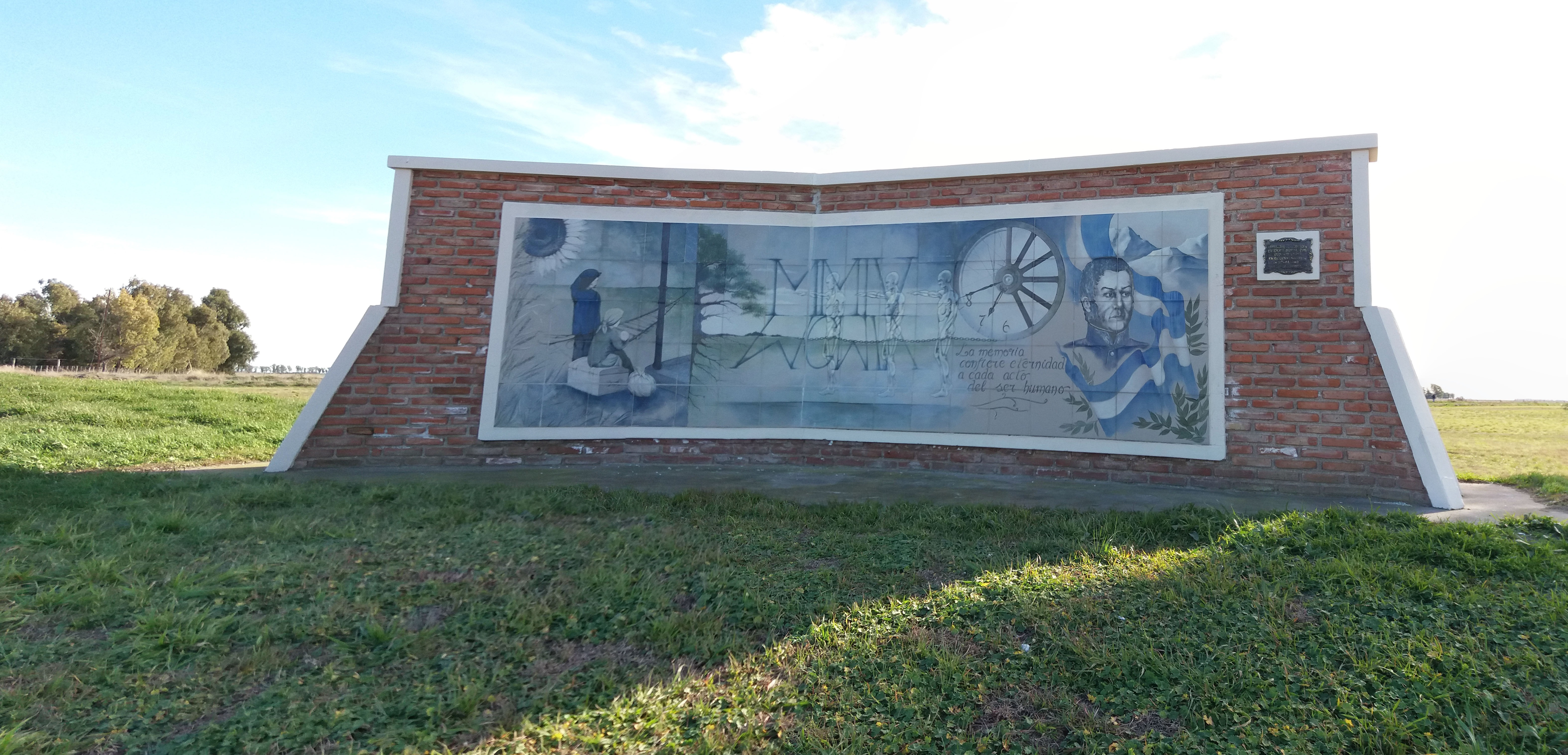
Monumento al Centenario de la fundación de la localidad

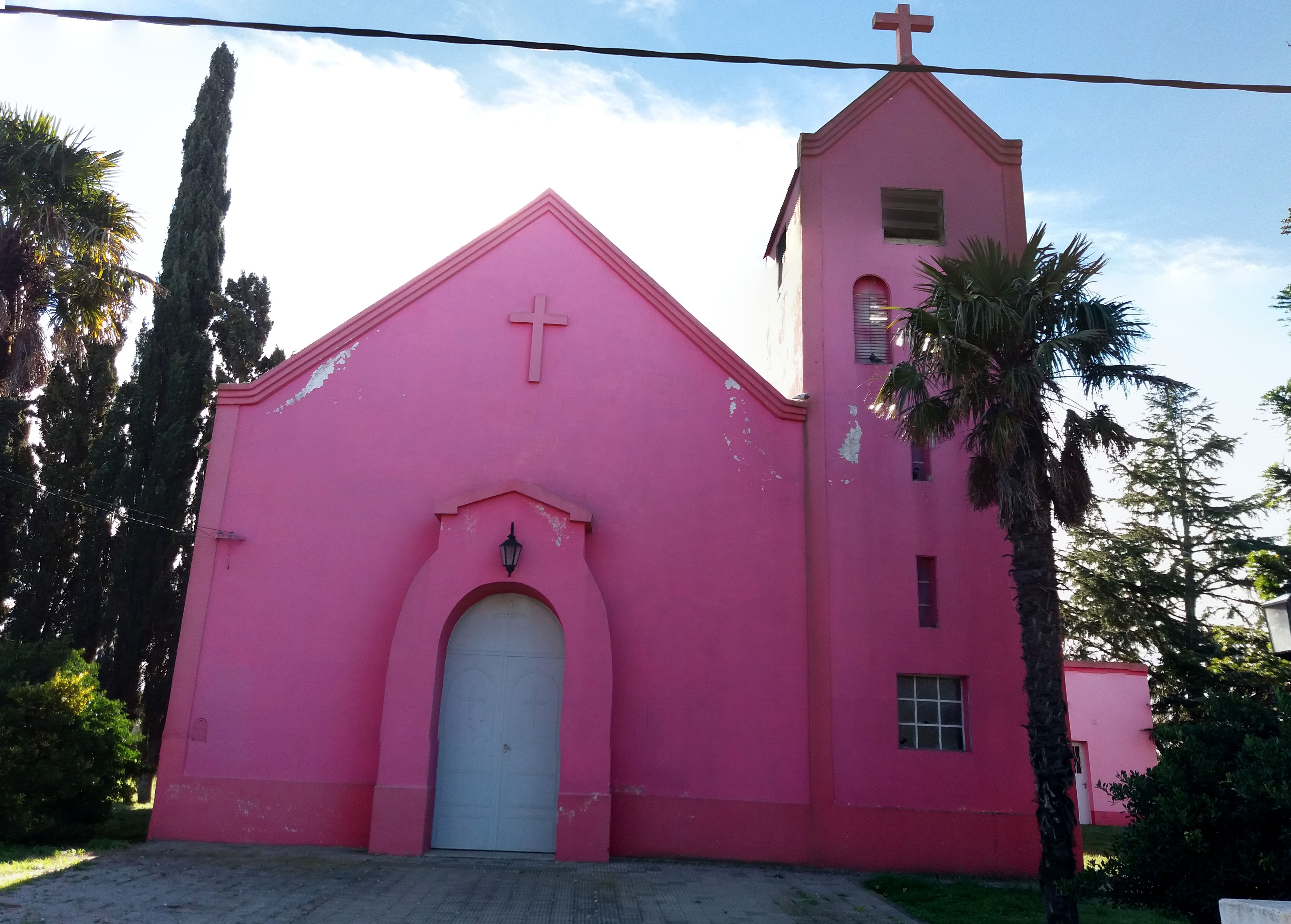
Iglesia Santa Catalina, ubicada frente a la plaza San Martín

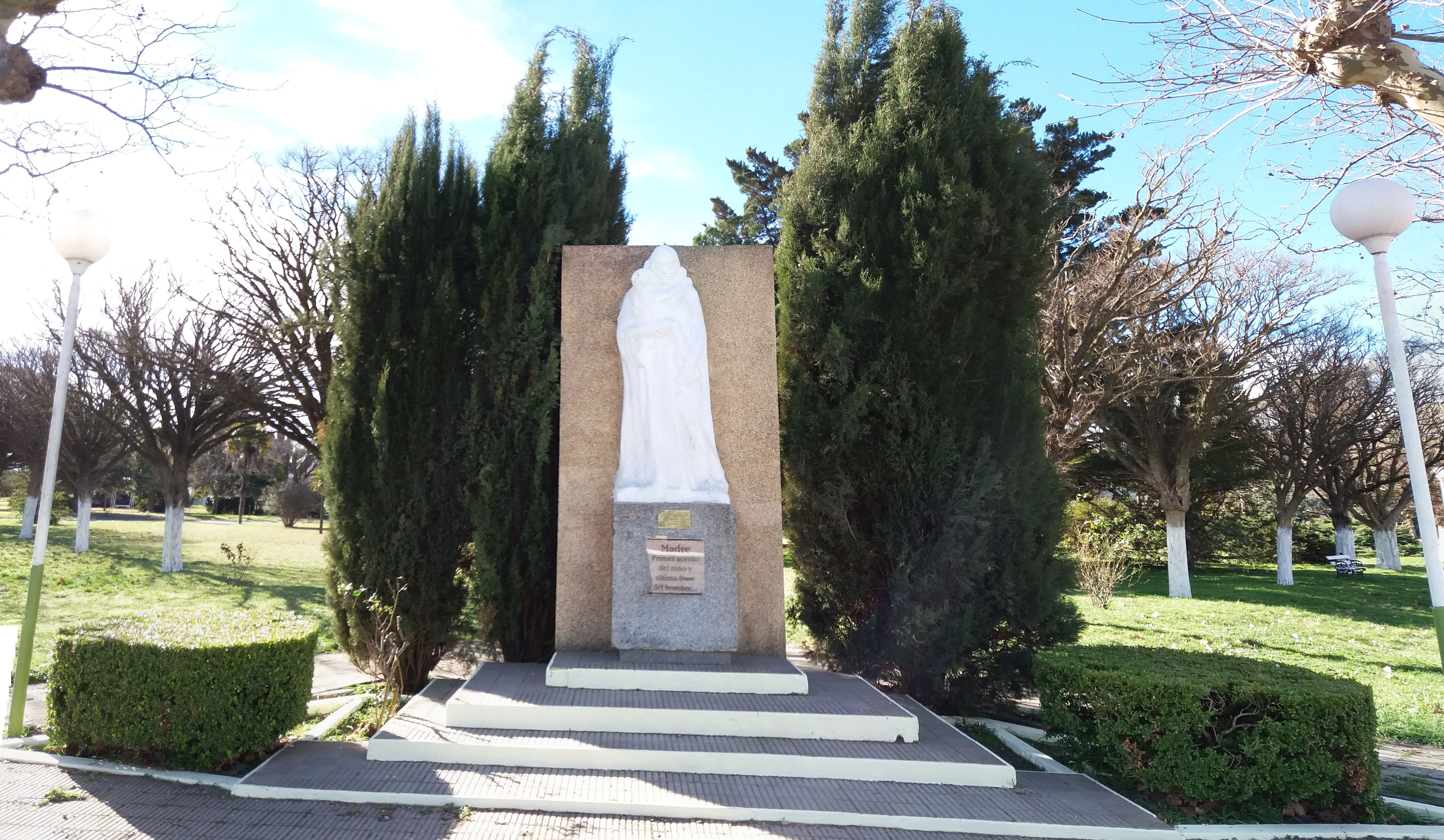
Monumento en homenaje a la Madre, ubicada en la plaza San Martín

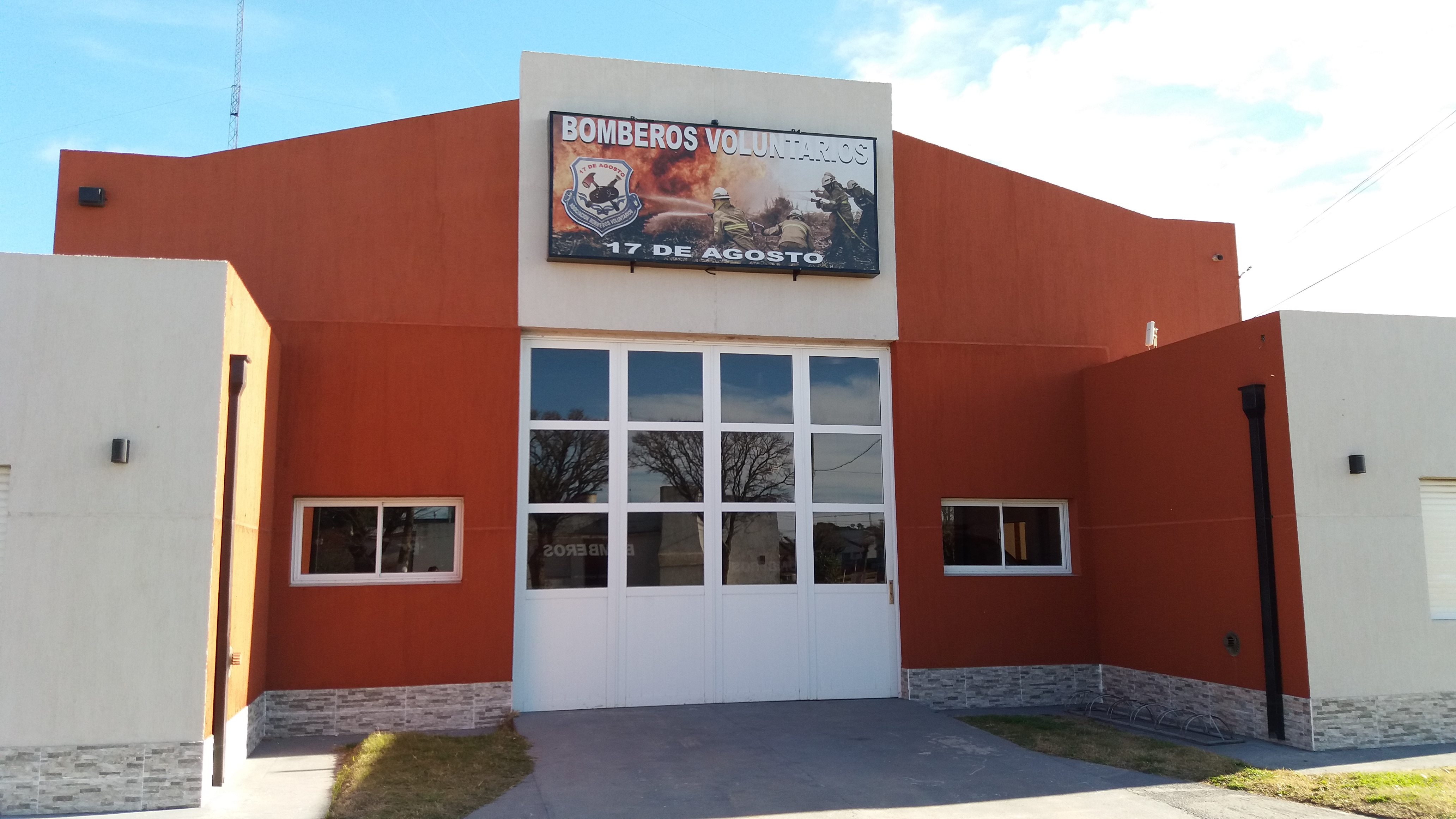
Cuartel de Bomberos Voluntarios 17 de Agosto

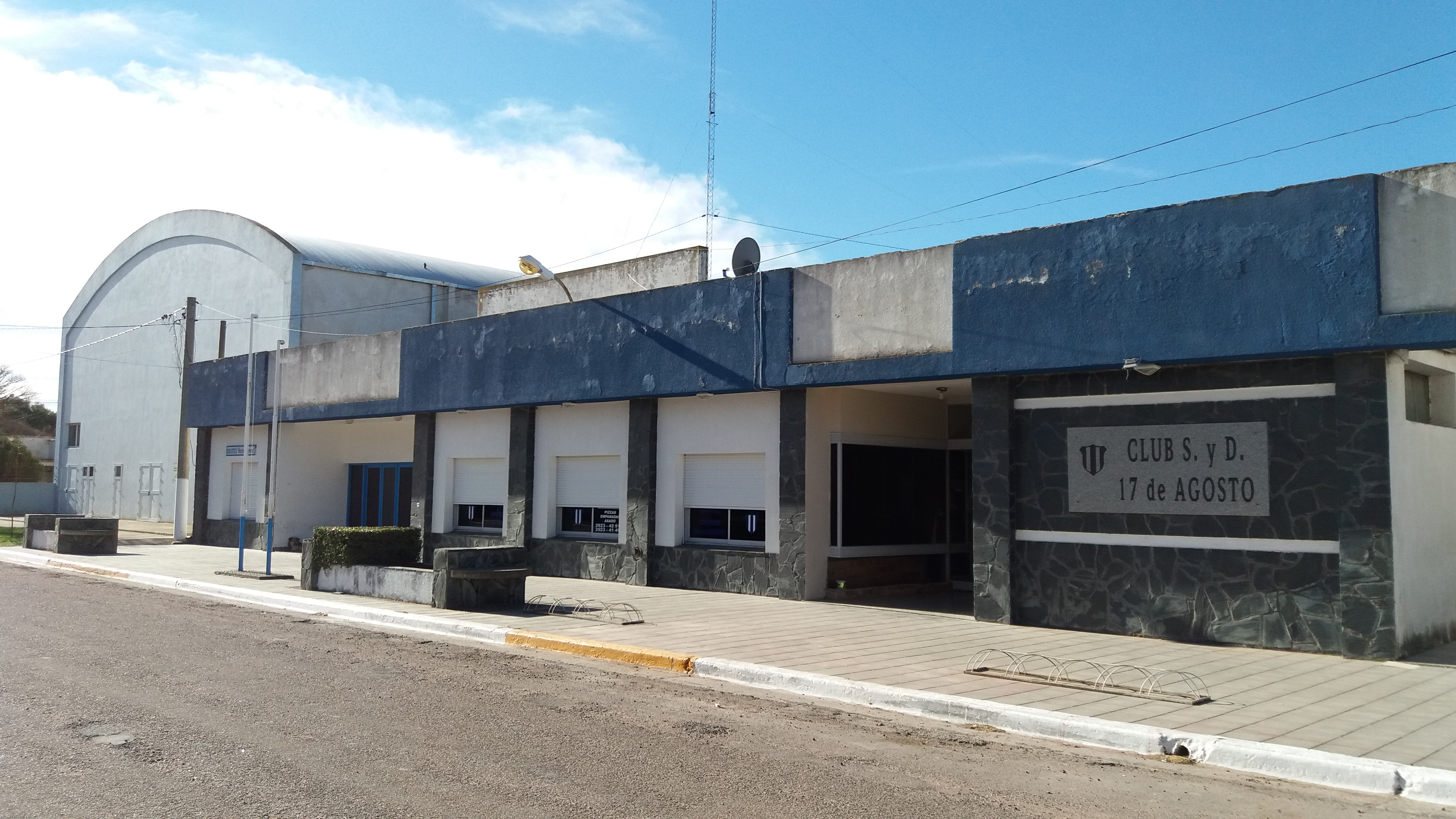
Club Social y Deportivo 17 de Agosto

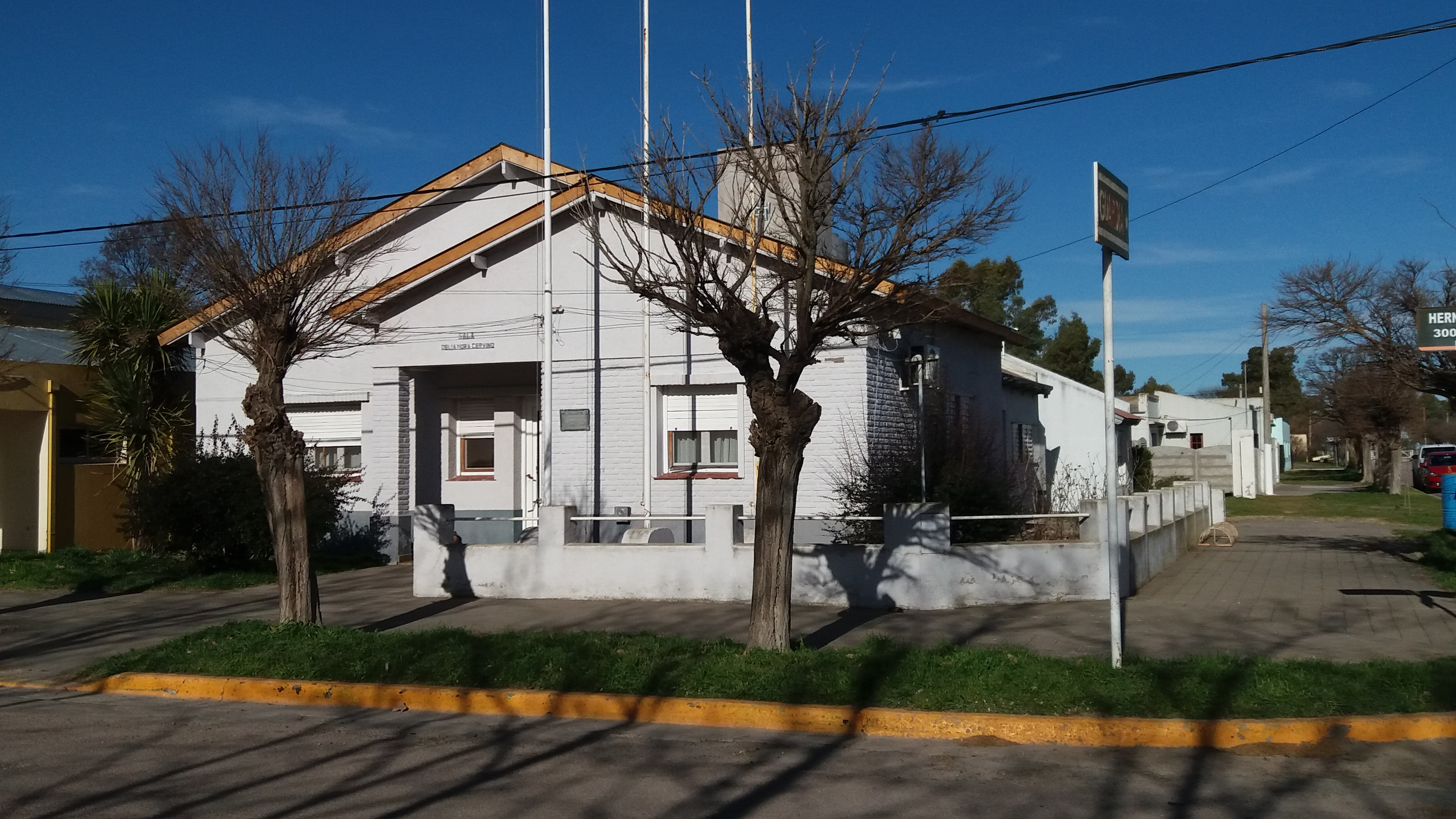
Sala médica Delia Nora Cervino

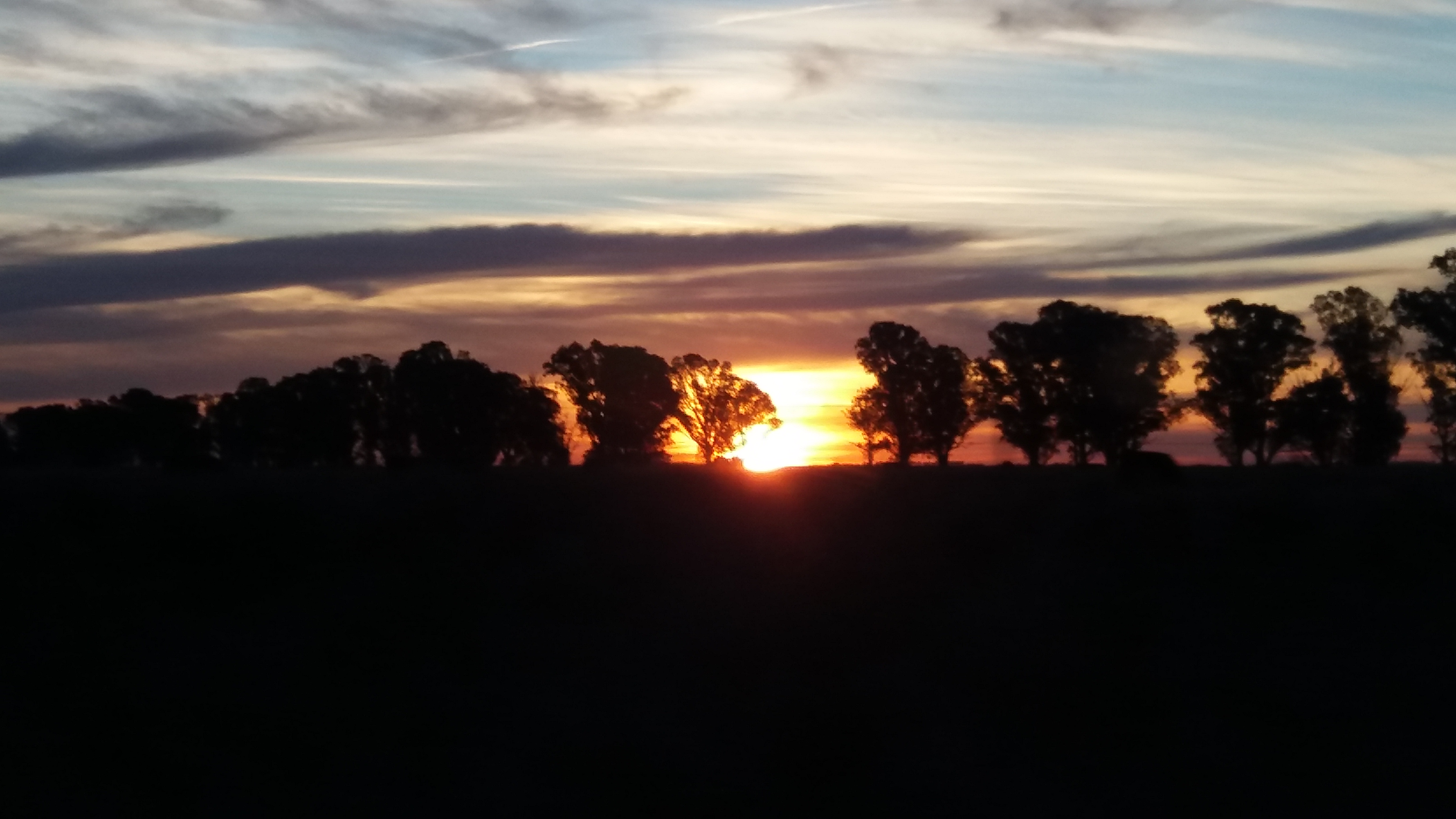
Atardecer a las afueras de la localidad de Diecisiete de Agosto (Partido de Puan), tomado desde la ruta de acceso.

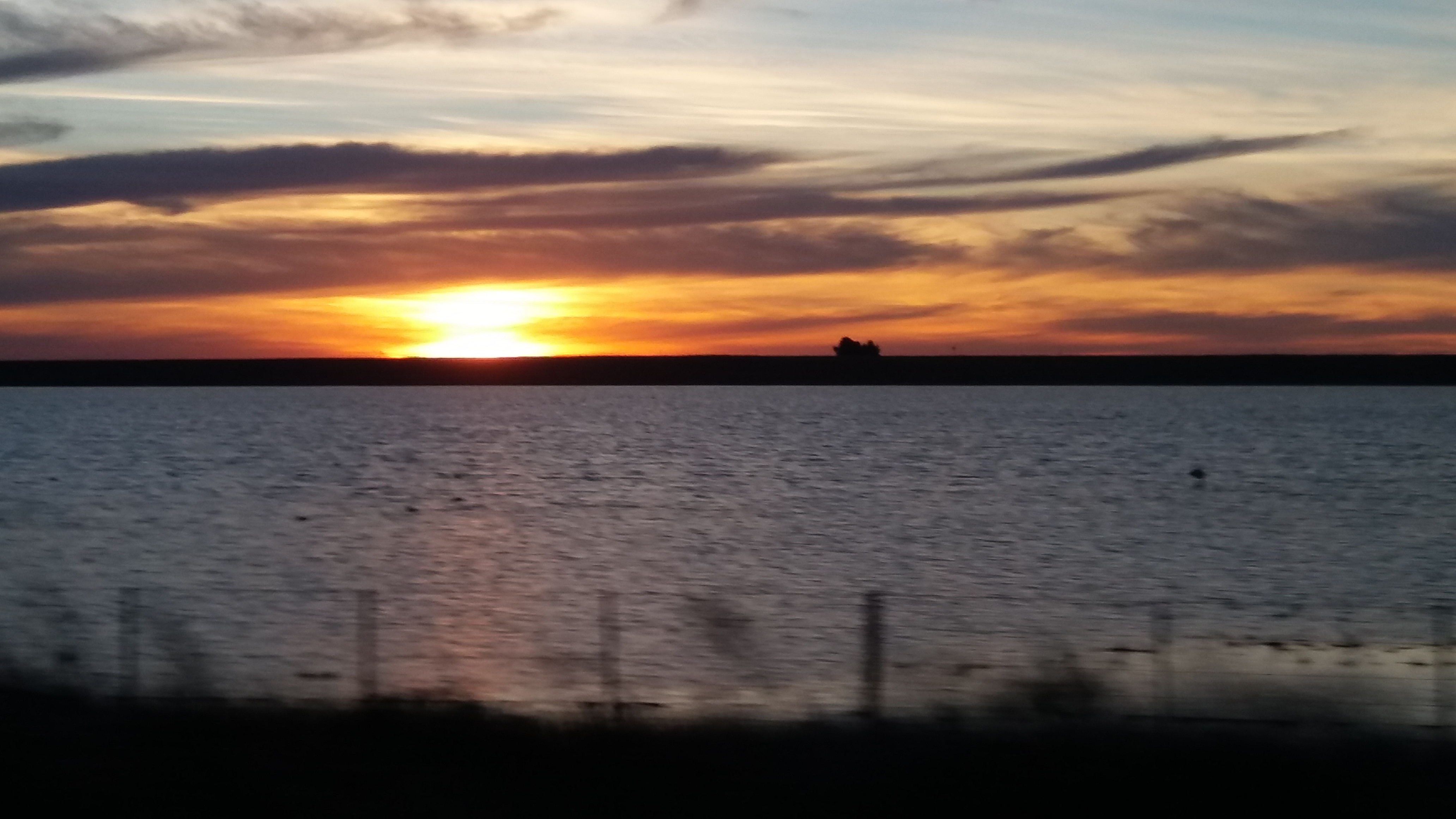
Atardecer a las afueras de la localidad de Diecisiete de Agosto (Partido de Puan), tomado desde la ruta de acceso.

## Lugares de interés
La casa del julio: vive el Julio (al lado de lo de la quela)
Gruta de la Virgen
El 9 de diciembre de 2001, se inaugura la ermita en honor a la Virgen de Luján, ubicada frente a la rotonda que forma parte de la ruta provincial 76 y la une con la ruta nacional 35.
Monumento al Centenario
Fundado en el año 2004, en ocasión del centenario de la localidad, en honor a Don José de San Martín, realizado por el artista Plástico Prof. Darío Urban. Simboliza el paso del tiempo entre 1904 y 2004 y contiene la frase “La memoria confiere eternidad a cada acto del ser humano”.
Pileta Municipal de Natación y Recreación
Inaugurada el 20 de diciembre de 2009. El predio cuenta con dos piletas, parrillas, baños y servicio de enfermería.
Paraje la Tigra
Se encuentra ubicado en el centro del distrito, dentro de su zona rural circundante, sobre la ruta que la une con Villa Iris. El mismo, es reconocido por sus destrezas criollas que se realizan todos los 1.º de mayo desde hace más de 20 años y congrega a centros criollos de una amplia región.
Plaza San Martín
Ubicada en el centro de la localidad. Constituye un atractivo natural para los niños y habitantes de 17 de agosto. Allí se realiza la Fiesta de la Agricultura Familiar por el CEPT N.º 30, en noviembre de cada año.
Iglesia Santa Catalina
Frente a la plaza principal, erigida en memoria de la madre del fundador del pueblo.
Club Social y Deportivo
En su sede desarrolla actividades culturales la biblioteca popular Perito Moreno.
Casa de la Cultura y Museo
En el cual se puede observar las herramientas de la primera peluquería de la localidad, el maletín de la primera partera, exposición de vajilla partera, exposición de vajilla antigua, piedras utilizadas por los indígenas, fotos antiguas, etc.
Más información: www.naturalmentepuan.gov.ar